# Frederick M. Vinson
Frederick Moore Vinson (Louisa, 22 de janeiro de 1890 — Washington, DC, 8 de setembro de 1953) foi Secretário do Tesouro dos Estados Unidos, de 23 de julho de 1945 a 23 de junho de 1946, e Chefe de Justiça dos Estados Unidos, de 5 de outubro de 1946 a 8 de setembro de 1953.

## Carreira
Vinson foi um dos poucos norte-americanos a serviram em todos os três ramos do governo dos EUA. Antes de se tornar chefe de justiça, Vinson atuou como representante dos EUA de Kentucky de 1924 a 1928 e de 1930 a 1938, como juiz federal de apelação no Tribunal de Apelações dos EUA para o Circuito do Distrito de Columbia de 1938 a 1943 e como secretário de Justiça dos EUA e o Tesouro de 1945 a 1946.
Nascido em Louisa, Kentucky, Vinson seguiu carreira jurídica e serviu no Exército dos Estados Unidos durante a Primeira Guerra Mundial. Após a guerra, ele serviu como Procurador da Commonwealth para o Trigésimo Segundo Distrito Judicial de Kentucky antes de vencer a eleição para a Câmara dos Representantes dos Estados Unidos em 1924. Ele perdeu a reeleição em 1928, mas recuperou seu cargo em 1930 e serviu no Congresso até 1937 Durante seu tempo no Congresso, tornou-se conselheiro e confidente do senador do Missouri, Harry S. Truman. Em 1937, o presidente Franklin D. Roosevelt nomeou Vinson para ser um juiz. Vinson renunciou ao tribunal de apelação em 1943, quando se tornou o Diretor do Gabinete de Estabilização Econômica. Depois que Truman assumiu a presidência após a morte de Roosevelt em 1945, Truman nomeou Vinson para o cargo de secretário do Tesouro. Vinson negociou o pagamento do empréstimo anglo-americano e presidiu o estabelecimento de inúmeras organizações do pós-guerra, incluindo o Banco Internacional para Reconstrução e Desenvolvimento e o Fundo Monetário Internacional.
Após a morte do chefe de justiça Harlan F. Stone em 1946, Truman nomeou Vinson para a Suprema Corte. Vinson discordou no caso Youngstown Sheet & Tube Co. v. Sawyer, que decidiu contra o controle do governo Truman sobre as siderúrgicas do país durante uma greve. Ele ordenou uma nova audiência do caso Briggs v. Elliott, que acabou sendo combinado no caso conhecido como Brown v. Board of Education.

Em 2022, Vinson é o último chefe de justiça a ser nomeado por um presidente democrata.